# Нагрудний знак «За оборону Луганського аеропорту»
Нагрудний знак «За оборону Луганського аеропорту» — недержавна загальноукраїнська відзнака з особливим статусом, започаткована з метою вшанування захисників Луганського аеропорту Всеукраїнською спілкою учасників бойових дій «Побратими України».

## Історія нагороди
Відзнака створена 26 лютого 2016 року полковником Засенком Вячеславом Миколайовичем.[джерело?] Нагородження здійснюється з 2016 року спілкою учасників бойових дій в АТО «Побратими України» Закарпатської області.

## Умови нагородження
Нагрудним знаком нагороджуються військовослужбовці Збройних Сил України, інших силових структур України, добровольці добровольчих батальйонів (громадяни України, іноземці та особи без громадянства), які зі зброєю в руках брали безпосередню участь в обороні Луганського аеропорту в період з 8 квітня по 1 вересня 2014 року.

## Девіз
|  | лат. VITA SINE LIBERTATE, NIHIL (Життя без волі — ніщо) |

## Опис відзнаки
Розмір знака — 50×50 мм.
Має форму хреста на тлі восьмипроменевої зірки. У центральній частині знака зображено зруйнований Луганський аеропорт на чорному як дим тлі, прапори Повітряних сил, Сухопутних військ і прапор ВДВ, а по колу, на білому тлі, напис «ЗА ОБОРОНУ ЛУГАНСЬКОГО АЕРОПОРТУ».

Стрічка Нагрудного знаку «За оборону Луганського аеропорту»

На зворотній стороні медалі, на реверсі, зображено напис «VITA SINE LIBERTATE, NIHIL», що в перекладі з латині означає «ЖИТТЯ БЕЗ ВОЛІ — НІЩО». Також на реверсі, в нижній частині знака, розміщено посадкове місце під порядковий номер.
Виготовляється методом холодного листового штампування і високоточного вакуумного лиття.
Колодка нагрудного знаку прикрашена шовковою малиновою стрічкою, з правого боку якої жовта і блакитна смужки шириною по 2 мм кожна, а зліва жовта і синя смужки шириною по 2 мм кожна. Нижче колодки підвіска з дубового листя срібного кольору.

## Процес нагородження

### Подання
Подання для нагородження встановленої форми подаються на ім'я голови спілки учасників бойових дій в АТО Закарпатської області «Побратими України» для розгляду нагородною комісією, яка складається з представників частин, які захищали Луганський аеропорт.
Після розгляду і затвердження списків видається наказ про нагородження Голови спілки учасників бойових дій в АТО Закарпатської області «Побратими України».

### Право нагороджувати
Проводити церемонію на підставі наказу Голови спілки нагородження можуть:
- керівники областей, районів, міст та сіл України;
- голови територіальних громад;
- голови громадських організацій та спілок;
- керівники міністерств, відомств та силових структур України;
- командири військових частин;
- начальники/командири правоохоронних та спеціальних підрозділів;
- керівники підприємств державної та приватної форм власності,
- керівники інших підприємств, установ та організацій.

## Послідовність розміщення
Нагрудний знак носиться на правому боці грудей після Державних нагород України, Державних нагород інших країн та відомчих заохочувальних відзнак України.